# Lognes
Lognes ist eine französische Gemeinde mit 14.678 Einwohnern (Stand 1. Januar 2022) im Département Seine-et-Marne in der Region Île-de-France. Sie gehört zum Kanton Champs-sur-Marne. Die Einwohner werden Lognots genannt. Mit einem Bevölkerungsanteil von über 40 % von Immigranten aus Vietnam, Kambodscha und Laos wird die Stadt auch als größte asiatische Stadt Frankreichs genannt. Lognes gehört zur Ville nouvelle Marne-la-Vallée.

## Lage

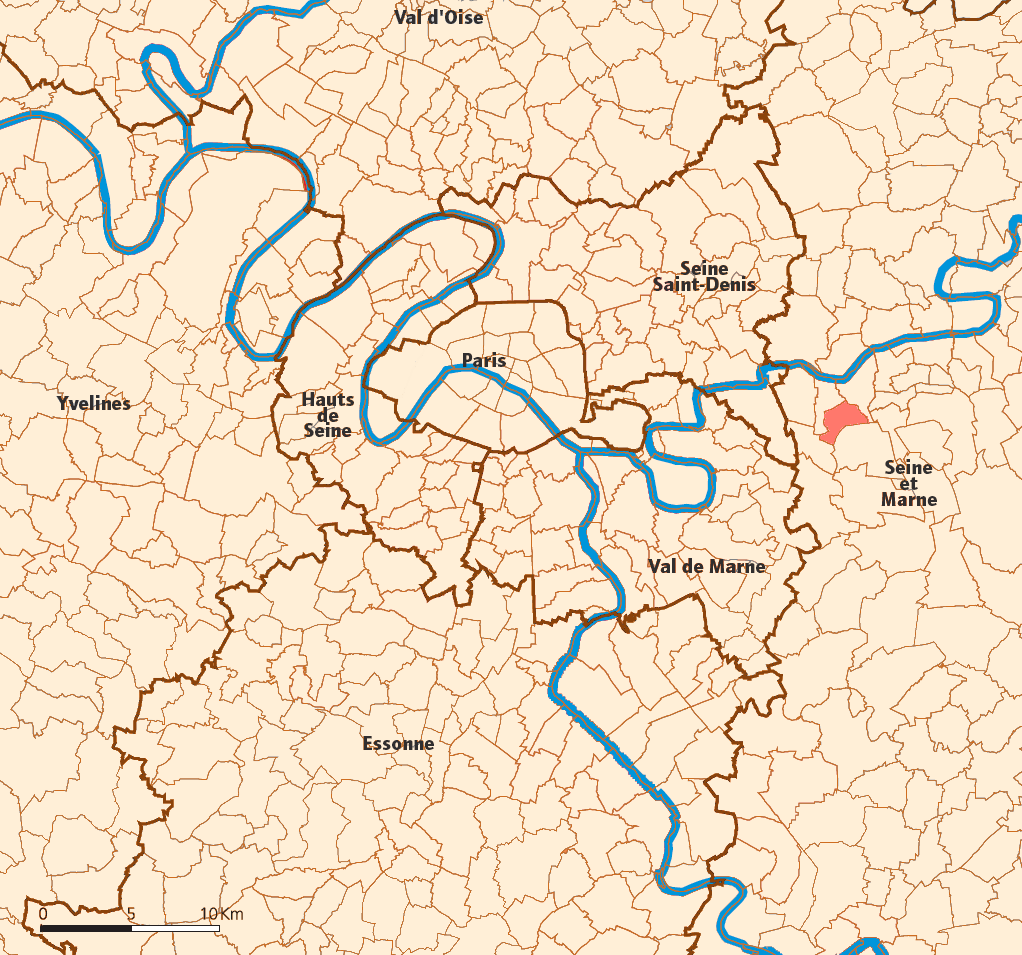
Die Lage von Lognes im Pariser Raum

Lognes liegt östlich von Paris, etwa 21 Kilometer vom Zentrum entfernt. Die Gemeinde gehört zum Gemeindeverbund Marne-la-Vallée, einer Ville nouvelle östlich von Paris. Der Gemeindeverbund ist am 17. August 1972 hervorgegangen aus dem Zusammenschluss von 26 Communes aus den Départements Seine-et-Marne, Seine-Saint-Denis und Val-de-Marne und wird seit dem 24. März 1987 administrativ in vier Sektionen verwaltet. Lognes gehört zur Sektion Val Maubuée. Zu diesem Kommunalverband gehören ebenfalls Champs-sur-Marne, Torcy, Émerainville, Noisiel und Croissy-Beaubourg.
Lognes wird begrenzt im Nordwesten von Noisiel, im Nordosten von Torcy, im Südosten liegt Croissy-Beaubourg und im Südwesten Émereainville.
Im Nordwesten der Gemeinde liegen die Seen von Maubuée.

## Bevölkerungsentwicklung
Noch im Jahr 1975 zählte der Ort 248 Einwohner. Der Aufschwung kam in den 1980er Jahren und die Stadt wuchs auf (1982) 1707 Einwohner. Anfang der 1990er Jahre waren es bereits 12.973 Einwohner (1990). Seit Ende der 1990er Jahre hat sich die Zahl auf über 14.000 Einwohner eingependelt (1999: 14.215, 2006: 14.614, 2011: 14.410).

## Sehenswürdigkeiten

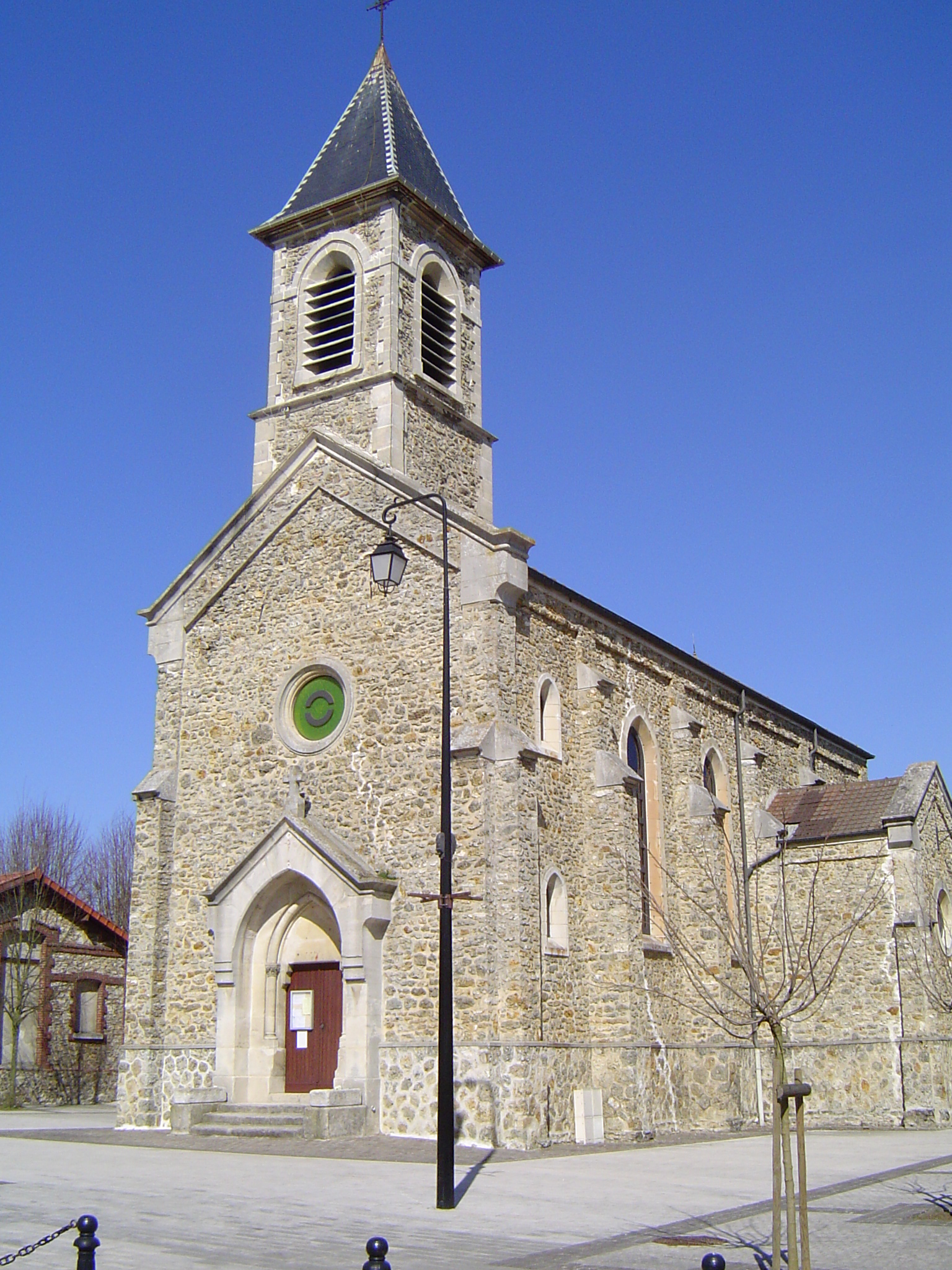
Kirche Saint-Martin

Siehe auch: Liste der Monuments historiques in Lognes
- Kirche Saint-Martin (1893–1903 errichtet)
- Château de Mandinet

## Verkehr
Lognes ist von Paris aus mit der Linie A der RER erreichbar. Durch die Gemeinde führt die A4 und ein Teil der Francilienne. Im Südwesten der Gemeinde liegt ein Teil des Aérodrome Lognes-Émerainville.

## Gemeindepartnerschaften
Seit 2001 besteht eine Partnerschaft mit der kambodschanischen Stadt Kampot.